# Trevor Fricker
Trevor Fricker es un deportista australiano que compitió en judo. Ganó dos medallas de bronce en el Campeonato de Oceanía de Judo de 1983 en las categorías de –78 kg y abierta.

## Palmarés internacional
| Campeonato de Oceanía | Campeonato de Oceanía | Campeonato de Oceanía | Campeonato de Oceanía |
| Año                   | Lugar                 | Medalla               | Categoría             |
| --------------------- | --------------------- | --------------------- | --------------------- |
| 1983                  | Numea (Francia)       | Medalla de bronce     | –78 kg                |
| 1983                  | Numea (Francia)       | Medalla de bronce     | Abierta               |